# Trombitásizom

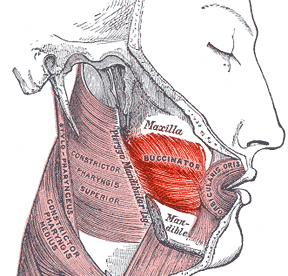
Néhány arcizom (középen látható a trombitásizom)

A trombitásizom (latinul musculus buccinator) egy izom az ember állkapcsánál.

## Eredés, tapadás, elhelyezkedés
Az állcsontok fogmedernyúlványairól és az ékcsont röpnyúlványairól (raphe pterygomandibularis) ered. A száj felé fut ahol a modioluson tapad, egyes rostjai a száj körüli izom (musculus orbicularis oris) rostjaival összefonódik.

## Funkció
Feszíti az ajkakat, a szájüreg belső nyomását növeli, például fújásnál vagy rágásnál, az orcát a fogsorhoz szorítja; meggátolja, hogy rágás közben a pofa nyálkahártyájába harapjunk.

## Beidegzés
Az arcideg idegzi be.